# Historia de la República Checa
La Historia de la República Checa, también denominada abreviadamente Chequia, un país soberano de Europa Central comprende territorios de lo que antaño fueron Moravia y Bohemia y una pequeña parte de Silesia.

## Prehistoria
Los países checos, a los que pertenecen Bohemia, Moravia y Silesia, han estado habitados desde tiempos ancestrales. Las pruebas más antiguas datan de la Edad de Piedra, aproximadamente del 28 000 a. C. Los celtas llegaron a esta tierra en el siglo III a. C.[cita requerida] Se trataba concretamente de la tribu de los boyos, de donde se supone que proviene el nombre de Bohemia.[cita requerida] Los estudios de ADN revelan que la mayoría de la población actual es básicamente de origen celta, si bien a lo largo de los siglos se han sumado otros aportes genéticos producto del mestizaje.[cita requerida] A principios del {siglo|I|a|s}} llegaron las primeras tribus germanas, y recientes hallazgos arqueológicos muestran que las legiones romanas se adentraron hasta las cercanías de la actual ciudad de Olomouc, en el centro de Moravia.

## Edad Antigua
Primeros asentamientos eslavos
En el siglo V las tribus eslavas llegaron a la región de Bohemia y Moravia y allí permanecieron pacíficamente, organizadas en villas circulares (okrouhlice) y desarrollaron una economía basada en la agricultura. Durante el {siglo|VI||s}}, los ávaros invadieron la zona y sometieron a las pacíficas tribus eslavas, formando un imperio entre los ríos Elba y Dniéper.
En el {siglo|VII||s}} se produce el primer intento de crear un Estado mediante la unificación de las distintas tribus eslavas, como medio de protegerse contra los ataques de los ávaros, dando nacimiento al reinado de Samo en el año 625. Este Estado duró hasta 658, cuando se expulsó finalmente a los ávaros de la región.

## Edad Media

### El Imperio de la Gran Moravia
En el siglo IX, las tribus asentadas en Moravia se unen al imperio de Carlomagno, creando un nuevo Estado feudo de aquel. Carlomagno logró unir a estas tribus, pero fue su sucesor, Mojmír I, y los de este, Ratislav I y Svatopluk, quienes convirtieron a la región en un reino independiente, extendiendo sus dominios a través del oeste de Eslovaquia, Bohemia, Silesia, parte de Polonia y el oeste de Hungría, conformando el Imperio de la Gran Moravia y entablando duras luchas con los francos y los húngaros.
En la década de 870, el príncipe Borivoj construyó su castillo en la ciudad de Praga, convirtiéndola en el principal asentamiento de su dinastía. Durante esta época, con la llegada de Cirilo y Metodio (enviados por el emperador de Bizancio), se adoptan el alfabeto cirílico y la liturgia y ritos de la Iglesia cristiana de Oriente. A la muerte de Metodio, en 885, por ese entonces arzobispo de Moravia, el imperio cae bajo la influencia de la Iglesia católica de Roma. En 950, el rey alemán Otón I conquista Bohemia y la anexa al Sacro Imperio Romano Germánico.

### El Reino de Bohemia

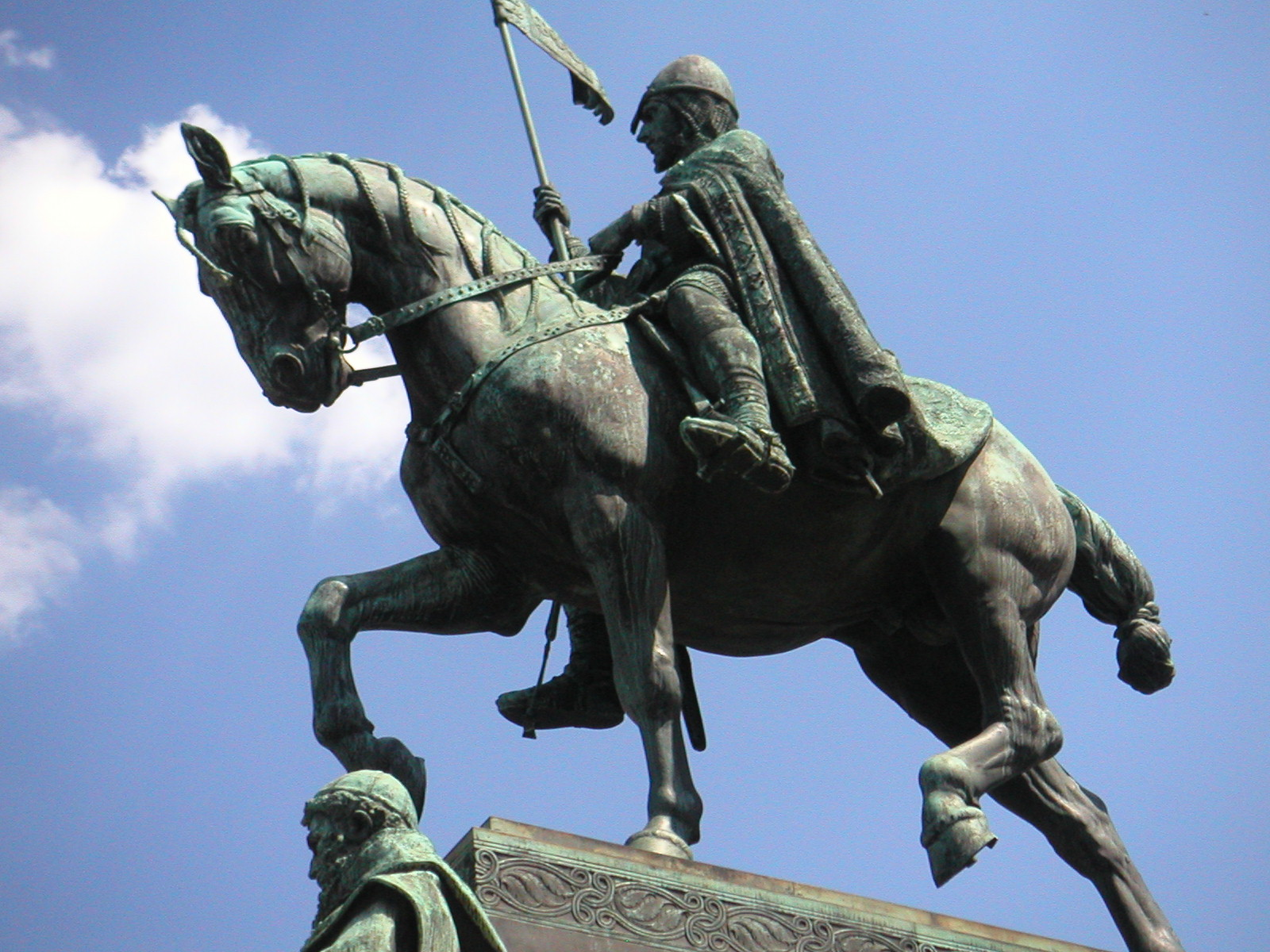
San Venceslao. Escultura en la plaza del mismo nombre en Praga, obra de Josef Myslbek.

Durante los siglos X a XIII gobernó la dinastía de los Premyslidas, siendo un período de unificación y prosperidad de las tribus asentadas en Bohemia. En el año 924 llega al poder el príncipe Venceslao, asesinado en 935 por su hermano Boleslav. Venceslao es posteriormente canonizado y, como San Venceslao, se convierte en patrón de los Países Checos. El monumento más importante de esta época es la Basílica de San Jorge, en el Castillo de Praga.
En 1085 se le concedió al príncipe premislida Vratislav II el título personal de rey, pero los Países checos no obtienen el reinado hereditario hasta los tiempos de Ladislao II en 1158. En el siglo XIII comienzan a fundarse ciudades como Brno, Znojmo o Poděbrad y surgen ciudades reales como Jihlava, Hradec Králové, České Budějovice, Pilsen u Olomouc.
Con el asesinato de Wenceslao III de Bohemia en el año 1306 desaparece la dinastía de los Premislidas.

### Carlos IV

Tierras de la Corona de Bohemia.

En el año 1310 se sienta en el trono checo Juan de Luxemburgo, que se casó con Eliška Přemyslovna, hija del rey Wenceslao II de Bohemia. Su hijo Carlos se convirtió en rey checo en 1346 y fue coronado emperador del Sacro Imperio Romano Germánico en 1355. Durante su reinado, los Países Checos alcanzaron un florecimiento inaudito. En 1347 se fundó en Praga la universidad más antigua de la Europa Central, que hoy lleva el nombre de Universidad Carolina. Además, Carlos IV puso los cimientos de la Praga gótica, fundó la Ciudad Nueva de Praga y el Castillo y mandó construir el puente de piedra sobre el río Moldava que lleva su nombre (Puente de Carlos) y que es, hasta el día de hoy, símbolo de la ciudad. Praga llegó a ser el centro del imperio y, con sus 40 000 habitantes, era una de las ciudades más grandes de Europa.[cita requerida]

### La rebelión husita

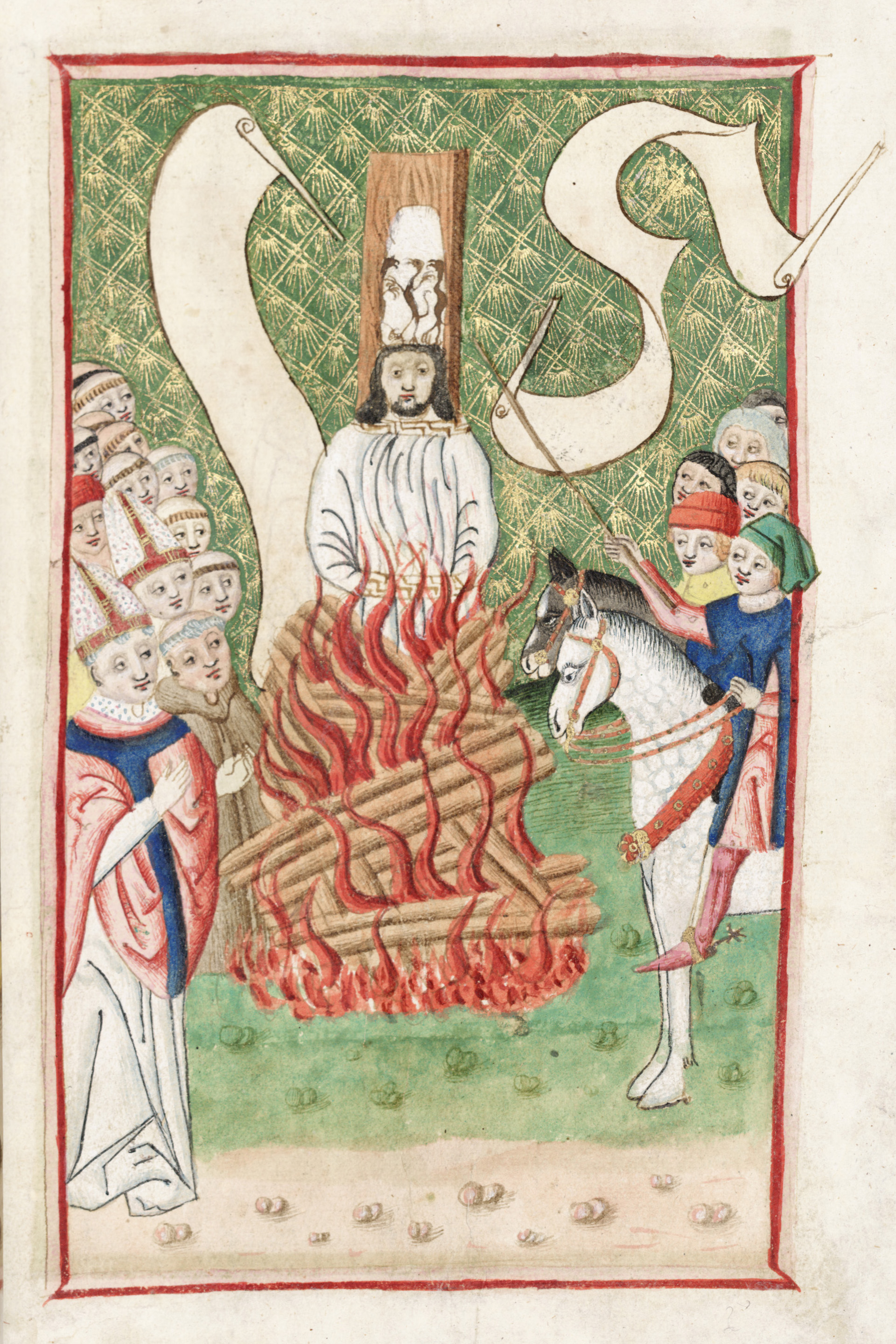
Jan Hus en la hoguera.

A comienzos del siglo XV, durante el reinado de Wenceslao IV, hijo de Carlos IV, comenzaron a oírse voces que se oponían a las injusticias de la Iglesia y que pedían su reforma. La personalidad más relevante de este movimiento es el rector de la universidad de Praga, el maestro Jan Hus. Sus sermones, que prefiguran el protestantismo, provocan repulsa en la Iglesia, pero tienen gran eco en todo el país. Hus es llamado en 1414 a Constanza para presentarse ante un tribunal eclesiástico por acusaciones de herejía. A pesar de las presiones y el encarcelamiento, Hus no se retractó de sus opiniones. El 6 de julio de 1415 fue quemado como hereje por decisión del concilio.
Cuando la noticia de la muerte de Hus llegó a Bohemia, la rivalidad entre los husitas —que apoyaban las ideas de Hus de reformar la Iglesia— y los católicos se convirtió paulatinamente en enemistad abierta. La defenestración de los consejeros y ediles desde las ventanas del ayuntamiento de Praga y la concentración de husitas en ciudades y campos fueron el comienzo de la revolución y de las guerras que la siguieron. En 1420 los rebeldes fundaron la ciudad de Tábor, que después se convirtió en centro de la revolución husita.
La iglesia reaccionó a los acontecimientos en los países checos a partir del año 1420 y, desde entonces hasta 1431, promovió cinco cruzadas. Todas fueron derrotadas por la milicia husita, a la que comandaba Jan Žižka. Pero el bando husita se vio enzarzado en disputas internas entre los radicales y los que buscaban un acuerdo con el emperador y la Iglesia, disputas que llevaron a la fratricida batalla de Lipany en 1434. En 1436 se alcanzó finalmente un acuerdo con el emperador Segismundo de Luxemburgo y con el reino de Bohemia.
En 1448 se elige regente y en 1458 rey a Jorge de Podiebrad. Como utraquista, fue el primer rey protestante de Europa y promovió la creación de una Iglesia reformada: las Unidades Fraternales). Intentó difundir por Europa, además, la necesidad de crear una unidad europea que previniese futuras guerras.[cita requerida]

## Edad Moderna

Retrato de Rodolfo II. Arcimboldo, 1590.

A la muerte de este «rey husita» sube al trono checo la dinastía polaca de los Jagellón, que gobernará hasta el año 1526 cuando, tras la muerte del rey Luis de Jagellon en la batalla de Mohács, fue elegido rey checo el católico Fernando I de Austria.
Los años que siguieron se caracterizaron por los conflictos y la intolerancia religiosa entre los nobles protestantes de Bohemia y la casa de los Habsburgo. Sin embargo, durante el gobierno de Rodolfo II (1576-1609-1611-1692), Praga se vuelve a convertir en centro del imperio y uno de los focos culturales más importantes de Europa. A pesar de todo, a su muerte surgen de nuevo los conflictos entre católicos y defensores de las reformas, que culminan con el levantamiento contra Matías, el hermano y sucesor de Rodolfo, acusado de no cumplir las promesas de tolerancia religiosa y reposición de privilegios.
Esta rebelión, como la husita, empezó con una defenestración. El 23 de mayo de 1618 fueron arrojados por una ventana del Castillo los virreyes y a continuación fue elegido un rey checo. Pero las tropas católicas aplastaron la «rebelión de los estados» en la batalla de la Montaña Blanca (en checo: Bílá hora), que da comienzo, por una parte, a una dura recatolización de un país que era en un 90 % protestante y por otra, a la guerra de los Treinta Años.[cita requerida]
Con la Paz de Westfalia en 1648, el destino checo quedó sellado. El pueblo perdió sus derechos y propiedades a manos de una monarquía absolutista y católica, que perseguía cualquier indicio de protestantismo, y su capital pasó a ubicarse en Viena.
Además, la guerra diezmó absolutamente el país (que pasó de tener 3 millones de habitantes a 800 000).[cita requerida] Los máximos pensadores checos debieron partir al exilio y los que quedaron fueron obligados a convertirse al catolicismo. El más importante de estos exiliados fue sin duda Jan Amos Comenius (en checo: Jan Amos Komenský). En contrapartida, destaca la belleza de los monumentos barrocos de esta época de recatolización (especialmente la primera mitad del {siglo|XVIII||s}}), tanto en arquitectura popular como religiosa.
Esta situación se extendió por más de cien años, tiempo durante el cual la cultura checa estuvo influenciada por la alemana. Las reformas del emperador José II (1780-1790) suponen un progreso importante: prohíbe la Compañía de Jesús y la tortura, separa el poder judicial del ejecutivo y, en 1781, suprime la servidumbre y aprueba la tolerancia religiosa. Sin embargo, al mismo tiempo se produce la centralización de la administración en Viena y la germanización de la escuela superior y los órganos de la administración.

## Edad Contemporánea

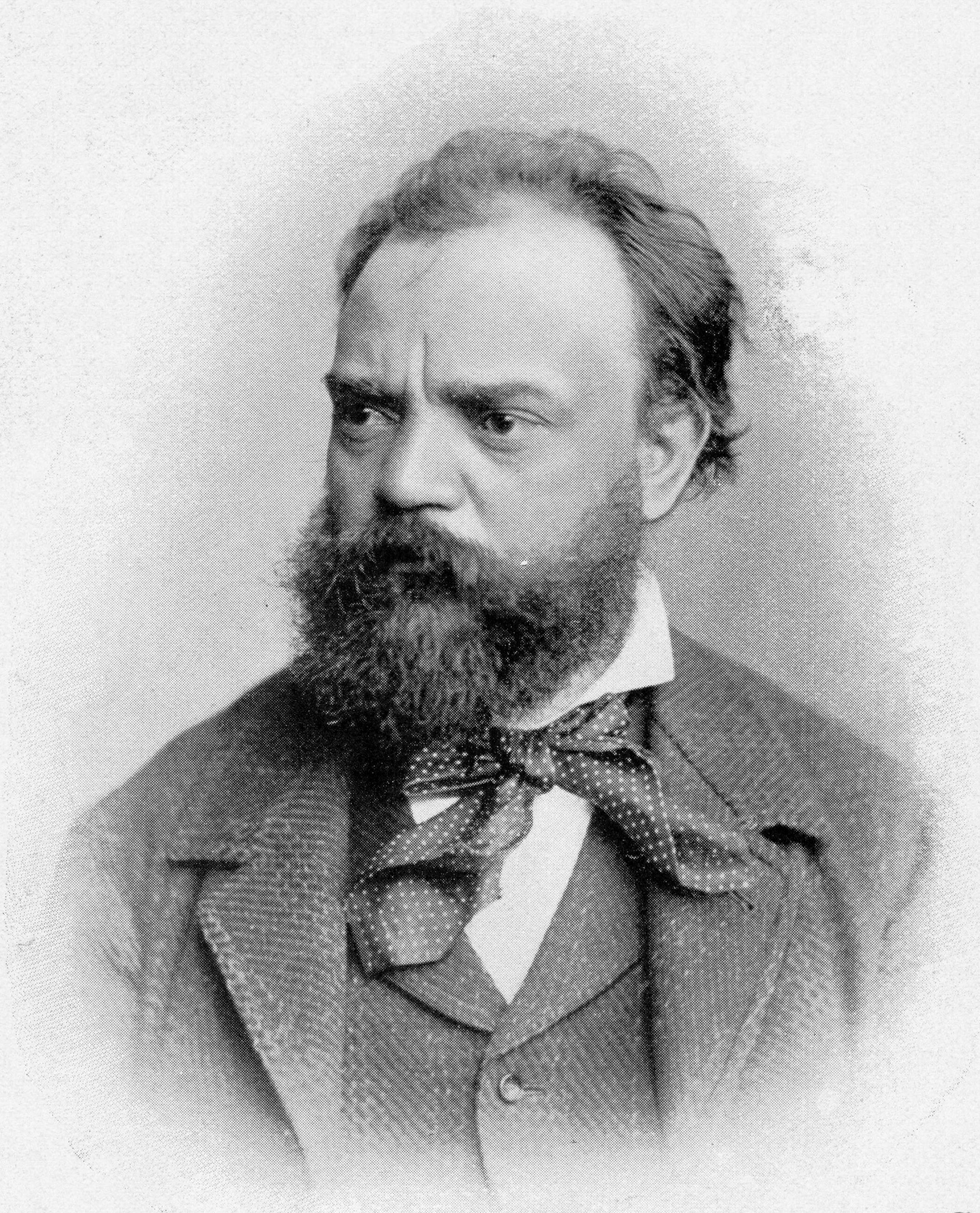
Antonín Dvořák, figura destacada del renacimiento cultural checo.

En el siglo XIX, Bohemia y Moravia se habían desarrollado notablemente gracias a la industria, lo que provocó que los campesinos checos se trasladaran a los grandes centros urbanos, mayoritariamente poblados de alemanes, con afán de progreso. Esta situación fue aprovechada por los intelectuales y periodistas de la época para fomentar una mayor conciencia nacionalista en el pueblo checo.
En 1848 los checos se sumaron a la serie de revoluciones que se dieron en Europa y Praga fue la primera ciudad de Austria en alzarse contra el poder central en pos de una reforma, con el fin de lograr la unión de checos y eslovacos. Sin embargo, tras la formación en 1867 del Imperio austrohúngaro, las aspiraciones checas a que los territorios de la Corona de San Wenceslao fueran equiparados a Austria y Hungría se ven frustradas, lo que aumenta el sentimiento nacionalista y de descontento.
Algunas muestras de este resurgimiento cultural son los primeros periódicos checos en la década de 1880, el comienzo de las representaciones teatrales en checo de la misma época, la división de la Universidad Carolina en sección alemana y checa (1882) o la construcción por suscripción popular del Teatro Nacional de Praga en 1883.

### Checoslovaquia
El 28 de julio de 1914 estalla la Primera Guerra Mundial. El sueño de un estado independiente checoslovaco vuelve a tomar fuerza, liderado por el profesor Tomás Masaryk, quien, tras la desintegración del Imperio austrohúngaro, logró fundar un estado independiente y soberano, el 28 de octubre de 1918, del que fue elegido primer presidente el 14 de noviembre de 1918. Por entonces, Checoslovaquia estaba formada por Bohemia, Moravia, Eslovaquia, parte de Silesia y Rutenia subcarpática.
El 29 de febrero de 1920 se promulga la primera constitución checoslovaca, basada en las de Estados Unidos y Francia. A pesar de esto, eran tiempos de turbulencias políticas, solo aplacadas por el amplio desarrollo económico que hizo de Checoslovaquia una de las diez economías más poderosas del mundo, donde la industria estaba en su máxima expresión.[cita requerida]
Hacia 1929 la inestabilidad interna estaba fogoneada por movimientos favorables a la autonomía eslovaca y por el descontento y la agitación de los más de 3 millones de germanohablantes que vivían en los Países Checos, que habían perdido sus privilegios tras la desaparición del Imperio austrohúngaro.[cita requerida] A esto debe sumársele la gran depresión de 1930 que comenzó a afectar a Checoslovaquia en 1932, cuando la producción industrial cayó un 60 %, provocando la pérdida de millones de puestos de trabajo y la emigración de muchos eslavos, lo que dio nacimiento al movimiento nacionalista eslovaco.[cita requerida]

### Protectorado de Bohemia y Moravia
En este contexto, muchos germanohablantes de Bohemia se adhieren a las ideas nacionalistas del país vecino y se unen al Partido Nacionalsocialista Obrero Alemán.[cita requerida] Esta situación es aprovechada por Hitler que amenaza al por entonces presidente Edvard Beneš y lo intima a entregar los Sudetes, regiones fronterizas pobladas mayoritariamente por alemanes. Esta actitud «nazi» es apoyada en un acuerdo llevado a cabo en Múnich (Acuerdos de Múnich), al que se adhirieron Inglaterra y Francia, el 29 de septiembre de 1938, quienes no tenían intención de entrar en una guerra con el Reich en defensa de Checoslovaquia. Abandonado por Inglaterra y Francia, Beneš cedió a las presiones de Hitler y éste anexionó estos territorios a Alemania.
El país se fragmenta y Eslovaquia pasa a ser un satélite del régimen nacionalsocialista en 1939. Gran cantidad[cita requerida] de checos fueron fusilados por los nazis para eliminar la resistencia y decenas de miles de judíos checos y eslovacos perdieron su vida en campos de concentración. Aprovechando la debilidad en que había quedado el gobierno del presidente Beneš, Polonia y Hungría también reclamaron territorios, los cuales fueron cedidos por temor a una invasión a gran escala de los nazis, cosa que finalmente se produjo. Los nazis ocuparon la desintegrada Checoslovaquia, creando el Protectorado de Bohemia y Moravia. El presidente Beneš tuvo que huir a Londres, donde formó un gobierno en el exilio.

### República Socialista de Checoslovaquia
En 1945, en la Conferencia de Yalta, en la que participaron Estados Unidos, Inglaterra y la Unión Soviética, se acuerda que Checoslovaquia pase a integrar la órbita soviética. El Ejército Rojo marcha hacia Praga en mayo de 1945, pero antes de llegar, y sabiendo la resistencia checa que los soviéticos llegaban desde el este, se rebelaron y lograron expulsar a los nazis un día antes que el Ejército Rojo entrara en la ciudad.
Liberado el territorio checoslovaco, nuevamente se convirtió en un estado independiente, pero esta vez bajo el manto de la Unión Soviética. Durante este tiempo fueron expulsados gran cantidad de alemanes y colaboracionistas húngaros.
En 1946, el Partido Comunista de Checoslovaquia (PCCh) gana las elecciones con el 36 % de los votos.[cita requerida] Checoslovaquia recupera los territorios que tenía en 1918, excepto Rutenia que es cedida a la Unión Soviética. El presidente Beneš regresa de su exilio y comparte el gobierno con el PCCh, pero por falta de apoyo renuncia a su cargo en 1948.
El PCCh comienza a aplicar reformas para adherirse a la política estalinista y promulga una nueva constitución. Apoyándose en ésta, fueron declarados ilegales la mayoría de los partidos políticos y los restantes fueron subordinados al PCCh. Se nacionalizaron gran parte de las propiedades e industrias y muchos oponentes políticos fueron encarcelados o ejecutados.[cita requerida]
Hacia 1956 la Unión Soviética emprende una desmilitarización de la región y suaviza su política. Los presos políticos son liberados y en 1960 se promulga una nueva constitución que convierte a Checoslovaquia en república socialista.

### La Primavera de Praga
En 1968, el eslovaco Alexander Dubček asume el secretariado general del PC y con el consentimiento del nuevo presidente de la república, Ludvík Svoboda, inicia reformas interpretando el sentir del pueblo a fin de tener una democracia plena, liberal y humana, hecho que se conoce como la Primavera de Praga. De entre las múltiples reformas, destaca la ampliación de la libertad de prensa y expresión.
El bloque comunista no soportó estos cambios y en la noche del 20 al 21 de agosto, las tropas del Pacto de Varsovia invadieron Checoslovaquia, poniendo fin a estas reformas. Dubček fue detenido y deportado y otros 14 000 funcionarios del PCCh fueron expulsados del partido, y 500 000 de sus seguidores perdieron sus empleos.[cita requerida] La opresión retornó a Checoslovaquia y permaneció allí por los siguientes 20 años, conocidos como época de normalización.[cita requerida]

### La Revolución de Terciopelo
En 1989, a pocos días de la caída del Muro de Berlín, la Asociación de estudiantes independiente y las juventudes comunistas de Praga organizan una manifestación en memoria de nueve estudiantes asesinados por los nazis en 1939. Esta manifestación no fue autorizada y fue brutalmente reprimida por el ejército. Una filmación difundida el 17 de noviembre, puso de manifiesto la brutalidad del ejército contra una pacífica marcha de más de 50 000 personas, lo que provocó más manifestaciones y el debilitamiento del gobierno comunista.
Los líderes de la oposición, encabezados por Václav Havel, formaron una coalición, el Foro Cívico, y negociaron la salida del partido comunista del gobierno, el 3 de diciembre de 1989, lo que se conoció como la Revolución de Terciopelo (Sametová revoluce) porque no hubo víctimas.
Checoslovaquia comienza reformas a fin de reincorporarse a la economía europea. Se eliminaron las leyes de la era comunista, se otorgó mayor libertad de prensa y de expresión y más libertad política. Las tropas soviéticas se retiran en 1991. Pero los gobernantes no lograron mantener la unidad con los eslovacos y las intenciones separatistas resurgieron.

### República Checa
El 1 de enero de 1993 se lleva a cabo una pacífica separación y nacen así las actuales República Checa y Eslovaquia. La República Checa ingresó en 1999 en la OTAN y, junto a otros nueve países, a la Unión Europea (UE) el 1 de mayo de 2004.
En octubre de 2008 se celebraron los elecciones regionales y del Senado. Ganó el Partido Socialdemócrata checo (ČSSD) en todas las regiones a excepción de Praga donde no hubo elecciones.
Hasta 2017, el Partido Socialdemócrata Checo o el Partido Cívico Democrático lideraban los gobiernos de la República Checa. En octubre de 2017, el movimiento populista ANO 2011, encabezado por el segundo hombre más rico del país, Andrej Babiš, ganó las elecciones con tres veces más votos que su rival más cercano, los Demócratas Cívicos de centro-derecha. En diciembre de 2017, el presidente checo, Miloš Zeman, nombró a Andrej Babiš como nuevo primer ministro.
Tras los resultados de las elecciones de octubre de 2021, Petr Fiala fue elegido nuevo primer ministro. Formó una coalición de gobierno de la Alianza SPOLU (Partido Democrático Cívico, KDU-ČSL y TOP 09) y la Alianza de Piratas y Alcaldes. En las elecciones el movimiento ANO fue derrotado por estrecho margen.